# Aviron aux Jeux olympiques de 1900
Navigation
Édition suivante
Les épreuves d'aviron lors des Jeux olympiques de 1900 ont eu lieu du 25 au 26 août 1900 sur la Seine, dans le bassin d'Asnières-Courbevoie sur une distance d'environ 1 750 m entre l'ancien pont Bineau et le pont ferroviaire d'Asnières.

## Tableau des médailles
| Rang  | Pays            | Médaille d'or, Jeux olympiques | Médaille d'argent, Jeux olympiques | Médaille de bronze, Jeux olympiques | Total |
| 1     | France          | 2                              | 3                                  | 1                                   | 6     |
| 2     | Allemagne       | 1                              | 0                                  | 2                                   | 3     |
| 3     | États-Unis      | 1                              | 0                                  | 0                                   | 1     |
| 3     | Équipe mixte    | 1                              | 0                                  | 0                                   | 1     |
| 5     | Pays-Bas        | 0                              | 1                                  | 1                                   | 2     |
| 6     | Belgique        | 0                              | 1                                  | 0                                   | 1     |
| 7     | Grande-Bretagne | 0                              | 0                                  | 1                                   | 1     |
| Total | Total           | 5                              | 5                                  | 5                                   | 15    |

## Podiums

### Hommes

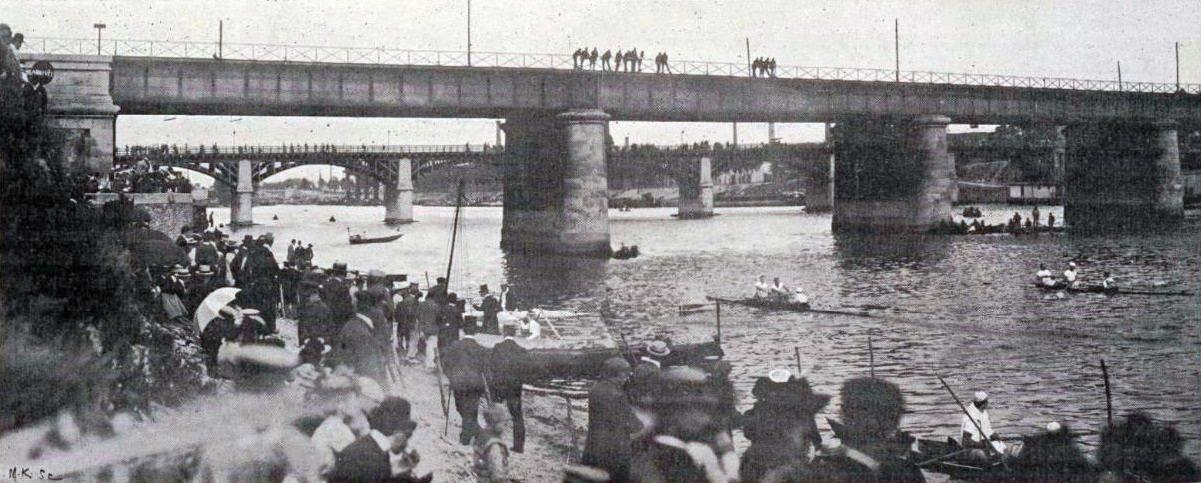
Ligne d'arrivée au pont ferroviaire d'Asnières.

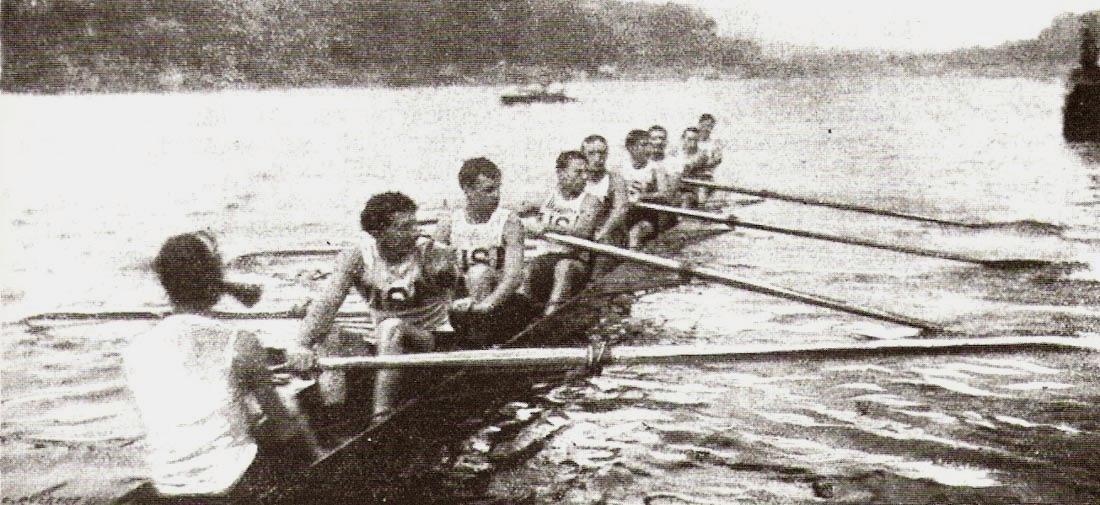
Les États-Unis champions olympiques d'aviron 1900 en équipage de huit.

| Discipline          | Or | Argent | Bronze |
| Skiff               | Hermann Barrelet 7 min 35 s 6 | André Gaudin 7 min 41 s 6 | Saint-George Ashe 8 min 15 s 6 |
| Deux avec barreur   | Équipe mixte Minerva AmsterdamFrançois Brandt Roelof Klein Hermanus Brockmann barreur inconnu 7 min 34 s 2                                                     | France Société nautique de la MarneLucien Martinet René Waleff barreur inconnu 7 min 34 s 4 | France Rowing Club CastillonCarlos Deltour Antoine Védrenne Raoul Paoli 7 min 57 s 2 |
| Quatre avec barreur | France Cercle de l'Aviron Roubaix Henri Bouckaert Jean Cau Émile Delchambre Henri Hazebrouck Deleu dit "Charlot" 7 min 11 s 0                                  | France Union Nautique de Lyon Georges Lumpp Charles Perrin Daniel Soubeyran Émile Wegelin barreur inconnu 7 min 18 s 0                                                                                             | Allemagne Favorite Hammonia Wilhelm Carstens Julius Körner Adolf Möller Hugo Rüster Gustav Moths Max Ammermann 7 min 18 s 2                                                                 |
| Quatre avec barreur | Allemagne Germania Ruder Club, Hamburg Gustav Goßler Oskar Goßler Walter Katzenstein Waldemar Tietgens Carl Goßler 5 min 59 s 0                                | Pays-Bas Minerva Amsterdam Coenraad Hiebendaal Geert Lotsij Paul Lotsij Johannes Terwogt Hermanus Brockmann 6 min 3 s 0                                                                                            | Allemagne Ludwigshafener Ruder Verein Ernst Felle Otto Fickeisen Carl Lehle Hermann Wilker Franz Kröwerath 6 min 5 s 0                                                                      |
| Huit                | États-Unis Vesper Boat Club William Carr Harry DeBaecke John Exley John Geiger Edwin Hedley James Juvenal Roscoe Lockwood Edward Marsh Louis Abell 6 min 7 s 8 | Belgique Royal Club Nautique de Gand Jules de Bisschop Prospère Bruggeman Oscar de Somville Oscar de Cock Maurice Hemelsoet Marcel Van Crombrugghe Frank Odberg Maurice Verdonck Alfred van Landeghem 6 min 13 s 8 | Pays-Bas Minerva Amsterdam François Brandt Johannes van Dijk Roelof Klein Ruurd Leegstra Walter Middelberg Hendrik Offerhaus Walter Thijssen Henricus Tromp Hermanus Brockmann 6 min 23 s 0 |